# 김상겸
김상겸(金相謙, 1989년 1월 30일~)은 대한민국의 스노보드 선수이다. 올림픽에 3회 참가하였고, 2017년 동계 아시안 게임에서 회전 종목 동메달을 획득했다. 2021년 세계 선수권 대회에서는 평행대회전 종목에서 대한민국 스노보드 역사상 최고 순위인 4위에 올랐다.